# Tacuaral de Mattos
Tacuaral de Mattos (auch: Tacuaral de Matos) ist eine Ortschaft im Departamento Beni im Tiefland des südamerikanischen Andenstaates Bolivien.

## Lage im Nahraum
Tacuaral de Mattos ist der viertgrößte Ort des Municipios San Borja in der Provinz Ballivián. Die Ortschaft liegt auf einer Höhe von 196 m am Ufer des Arroyo Matos, der nördlich der Ortschaft in den Río Matos mündet, einen Zufluss zum Río Apere, der in den Río Mamoré mündet.

## Geographie
Tacuaral de Mattos liegt im bolivianischen Tiefland, etwa 50 Kilometer östlich der Sierra Muchanes, einem Abschnitt der Vorgebirgsketten der Cordillera Oriental. Das Klima der Region ist tropisch und ganzjährig humid, die ursprüngliche Vegetation ist die des tropischen Regenwaldes.
Die mittlere Durchschnittstemperatur der Region liegt bei 26 °C (siehe Klimadiagramm San Borja) und schwankt nur unwesentlich zwischen 23 °C im Juni und Juli und etwa 27 °C von Oktober bis März. Der Jahresniederschlag beträgt 1800 mm, mit mäßigen Monatsniederschlägen von 60 bis 70 mm von Juni bis September und einer ausgeprägten Regenzeit von Dezember bis März mit Monatsniederschlägen von 200 bis 300 mm.

## Verkehrsnetz
Tacuaral de Mattos liegt in einer Entfernung von 211 Straßenkilometern westlich von Trinidad, der Hauptstadt des Departamentos.
Von Trinidad aus führt die 600 Kilometer lange Nationalstraße Ruta 3 über San Ignacio de Moxos, Totaizal und San Borja in westlicher Richtung hinauf ins Anden-Gebirge nach La Paz. Eine Nebenstraße zweigt 23 Kilometer westlich von Totaizal von der Ruta 3 in südlicher Richtung ab und erreicht Tacuaral de Mattos nach sechs Kilometern.

## Bevölkerung
Die Einwohnerzahl des Ortes ist in dem Jahrzehnt zwischen den beiden letzten Volkszählungen auf fast das Doppelte angestiegen:
| Jahr | Einwohner         | Quelle       |
| ---- | ----------------- | ------------ |
| 1992 | keine Detaildaten | Volkszählung |
| 2001 | 277               | Volkszählung |
| 2012 | 489               | Volkszählung |
| 2024 |                   | Volkszählung |